# دوبژانوو
دوبژانوو (به لهستانی:  Dobrzanów) یک روستا در لهستان است که در گمینا سکوژتس واقع شده‌است.